# Региональные варианты польского языка
Региона́льные вариа́нты по́льского языка́ (пол. regionalne odmiany polszczyzny) — территориальные разновидности польского стандартного языка, которые помимо всех основных характеристик литературной нормы имеют ряд языковых черт, известных только в определённом регионе. Как и польские диалекты распространены на ограниченной территории, но в отличие от последних, на которых говорят в первую очередь сельские жители, являются вариантами общепольского литературного языка и характеризуют речь прежде всего городского населения. Региональные варианты в сравнении с бесписьменными диалектами выступают как в разговорной, так и в письменной форме, имеют стилевые различия и ориентируются на кодифицированные языковые нормы, а не на языковые традиции, как диалекты.
Выделяют варшавский, познанский, краковский и другие региональные варианты, которые различаются сравнительно небольшим числом языковых признаков. Значительная часть отличительных особенностей (регионализмов) проникает в региональную литературную речь в основном из местных говоров. Регионализмы отмечаются на всех языковых уровнях, но чаще всего встречается в области словообразования и лексики.
Наибольшее число различительных языковых признаков в польских регионах сложилось в XIX веке. До середины XX века региональный польский был языком прежде всего городской интеллигенции. Позднее он проник во все слои польского общества, представляющие как городское, так и сельское население. В настоящее время в развитии региональных вариантов польского языка отмечается две противоположные тенденции. С одной стороны, региональные различия, начиная со второй половины XX века, становятся всё более размытыми, с другой стороны, под влиянием формирующегося регионального движения часть носителей региональных вариантов старается чаще использовать в речи регионализмы, чтобы подчеркнуть принадлежность к своей «малой родине». Кроме того, миграция сельских жителей в города способствует формированию новых региональных вариантов польского языка в разных районах Польши.

## Регионы
Основными региональными вариантами польского стандартного языка являются распространённые на исконной польской языковой территории варшавский, познанский и краковский, а также бытовавшие на территории Восточных Кресов виленский и львовский варианты. Помимо названий региональных вариантов, связанных с городскими агломерациями — культурными и экономическими центрами регионов, речь жителей которых является наиболее престижной и которая оказала наиболее сильное влияние на формирование регионального варианта (Варшава, Познань, Краков, Вильно, Львов), употребляются также названия, данные по наименованиям самих регионов — мазовецкий (варшавский), великопольский (познанский), малопольский (краковский), севернокресовый (виленский), южнокресовый (львовский).
Кроме этого, на основе исследований, проведённых после Второй мировой войны, на польской языковой территории предлагается также выделять новые региональные варианты: поморский польский (в городах Грудзёндз, Тчев, Старогард и их окрестностях), северномалопольский (в регионах с такими центрами, как Лодзь, Радом, Кельце и Люблин) и верхнесилезский (в городах Верхней Силезии). Широко употребляются регионализмы в речи интеллигенции и в других небольших регионах и отдельных городах Польши, в связи с чем некоторые исследователи говорят о возможности выделения белостокского, новосондецкого, седлецкого и многих других региональных вариантов польского литературного языка.

## Происхождение
Различия современных региональных вариантов польского языка сложились на основе языковых явлений, возникших в древнепольскую эпоху; на основе языковых особенностей, появлявшихся позднее в пределах разных административно-территориальных единиц Польского государства, а также на основе особенностей, сложившихся на разных частях территории Польши после её разделов. Наиболее интенсивно региональные различия складывались в новопольский период в XIX веке, когда литературный язык поляков развивался в условиях относительной изоляции между разными регионами и при некоторых затруднениях в культурном обмене между населением крупных городов, находившихся во владении разных государств — Пруссии, Австро-Венгрии и России. В этот период в связи с увеличившейся численностью переселявшихся в города крестьян, особенно во второй половине XIX века, усилилось влияние на язык горожан местных диалектных черт. Отчасти на развитие региональных разновидностей польского оказывали влияние языки государств, владевших польскими землями: русский — на востоке Польши и немецкий — на юге и на западе Польши.

## Характеристика
Основой каждого регионального варианта польского языка является кодифицированная литературная норма. На всех языковых уровнях большинство черт языковых систем региональных вариантов совпадает с чертами литературного стандарта и, соответственно, одинаково во всех его региональных разновидностях. Языковые черты, характерные только для речи того или иного региона, которые называют регионализмами, составляют меньшую часть языковых систем региональных вариантов. Состав регионализмов при этом различается по количеству в зависимости от их происхождения. Значительное число региональных черт образуют признаки, попавшие в региональную речь из местных диалектов. Меньшую долю регионализмов образуют черты, которые сформировались преимущественно в городской среде: архаизмы древнепольского и среднепольского периодов, заимствования из языков тех государств, в чей состав входили разные части Польши до начала XX века, заимствования из языков других соседних народов и прочие языковые элементы, отражающие тесную связь регионального польского языка с материальной и духовной культурой региона, с его историей, литературой и фольклором.
Число региональных различий во всех вариантах польского языка неодинаково на разных языковых уровнях. Согласно данным Х. Карась, наименьшее число различий затрагивают фонетику и словоизменение, несколько больше различий отмечается в синтаксисе и больше всего региональных особенностей встречается в словообразовании и лексике. В то же время К. Хандке отмечает, что среди черт региональных вариантов сравнительно часто встречаются особенности произношения, реже — черты морфологии и синтаксиса, и чаще всего — слова и выражения, объединяемые под термином «лексикальные регионализмы»: диалектные элементы местных говоров, неологизмы, иноязычные элементы и присущие только разговорной речи коллоквиализмы.
Различия между региональными вариантами польского языка в сравнении с другими языками, например, немецким, являются незначительными и не затрудняют общения между носителями региональной литературной речи.
Как язык повседневного общения региональный польский язык до середины XX века использовался в основном городской интеллигенцией того или иного региона. Во второй половине XX века региональные варианты распространились во всех слоях общества не только в городах, но и в сёлах. Чаще всего региональные варианты используются в устной форме, реже — в письменной, в частности, в разного рода письмах и сообщениях.
Помимо региональных вариантов литературного языка в части польских городов распространена такая языковая форма как городской говор (городской диалект). В отличие от региональных вариантов, которые имеют в своей основе литературный язык с включением отдельных единичных диалектных признаков, городской говор, характеризуемый как смешанная языковая форма, в разной степени сочетает в себе черты литературного языка и систему диалектных черт. Как разновидность смешанного языка (смешанного варианта), занимающего промежуточное положение между стандартным польским языком и диалектами и выступающего в большом числе вариаций, характеризует городской говор, в частности, А. Вильконь. Наряду с названием «смешанный язык» в польском языкознании такая языковая форма обозначается также терминами «региолект», «интердиалект», «интерговор», «супрадиалект», «супраговор», «субдиалект», «сельский субстандарт» и т. п.. Несмотря на то, что региональный вариант и городской говор представляют собой разные языковые формы, граница между ними не всегда бывает чёткой. Такая ситуация отмечается, например, между варшавским вариантом польского литературного языка и варшавским говором. При этом практически всегда городские говоры включают в себя все черты диалектного происхождения, присущие региональному варианту, употребляемому на той же территории.

### Характеристики основных региональных вариантов

#### Краковский вариант
К наиболее характерным фонетическим чертам краковского регионального варианта польского языка относят озвончающий тип межсловной фонетики (сандхи), при котором озвончаются конечные глухие согласные и сохраняется звонкость конечных звонких согласных на стыке слов перед последующим начальным сонорным согласным или любым гласным (brat ojca [brad‿oɪ̯ca] «брат отца», dziś nagle [ʒ́iź‿nagle] «сегодня вдруг», talerz malin [talež‿mal’in] «тарелка малины»), и произношение заднеязычной носовой согласной ŋ в формах типа panienka [pańeŋka], okienko [ok’eŋko] (перед заднеязычными [k], [g], [k’], [g’], образующими группы согласных nk, n’k’, ng, n’g’ на стыке морфем). Оба явления широко распространены на обширной территории западной и южной Польши и являются признаками краковско-познанской произносительной нормы. Кроме того, в число фонетических черт краковского польского включают произношение групп согласных trz, strz, drz как cz, szcz, dż ([czy] czy «ли» и trzy «три», [szczała] strzała «стрела», [dżemać] drzemać); случаи распространения форм типа dej, dzisiej и другие признаки. В области морфологии в краковском регионе отмечаются различия в грамматическом роде некоторых имён существительных (litra, beretka, krawatka); окончание -ę у имён существительных, обозначающих молодые существа (kurczę, prosię); в области синтаксиса — распространение конструкций типа wziąć się do czegoś, służyć przy wojsku; использование конструкций с винительным падежом вместо конструкций с партитивом типа oszczędzać światło и т. д. В области лексики для краковского регионального варианта польского языка характерно сохранение в живой речи таких слов и выражений, как na polu при общепол. na dworze; jarzyna при общепол. włoszczyzna; borówki при общепол. czarne jagody; oglądnąć при общепол. obejrzeć и т. д., в том числе слов с особенностями фонетического оформления, таких, как profesór, mól, kólczyk и т. д.

#### Познанский вариант
Фонетическую систему познанского варианта польского языка характеризуют озвончающий тип межсловной фонетики (сандхи) и произношение заднеязычной носовой согласной ŋ в группах согласных nk, n’k’, ng, n’g’ (panienka [pańeŋka], okienko [ok’eŋko]). Данные явления, распространённые также в южной части Польши, объединяют познанский и краковский варианты и противопоставляют их варшавскому варианту польского языка. К морфологическим познанским регионализмам относят наличие у некоторых имён существительных рода, отличного от общепольского (ten goleń при общепол. ta goleń; ten strucel при общепол. ta strucla; ta mirta при общепол. ten mirt; ta selera при общепол. ten seler); особенности словообразования имён существительных с использованием форманта -alka (jadalka); -owy (sadowy при общепол. sadownik), и имён прилагательных с использованием суффиксов -aty, -ity, -yty (wodnity при общепол. wodnisty) и т. п. К лексическим отличиям, составляющим наиболее яркую характеристику познанского варианта, относят распространение таких слов, как balwierz при общепол. fryzjer; cieplaj при общепол. zmarzluch; fifka в значении słaba herbata; guła при общепол. indyczka; korbal при общепол. dynia; petronelka при общепол. biedronka «божья коровка»; tytka при общепол. torebka и многих других. Кроме этого, в познанском имеется группа лексем, схожая с общепольскими лексемами, но имеющая другое значение: ból в значении rana, wrzód; febra в значении opryszczka; sklep в значении piwnica, podziemie «подвал» вместо общепол. «магазин».

#### Варшавский вариант
Основными фонетическими особенностями варшавского варианта польского литературного языка являются оглушающий тип межсловной фонетики (сандхи), при котором оглушаются конечные звонкие согласные и сохраняется глухость конечных глухих согласных на стыке слов перед последующим начальным сонорным согласным или любым гласным (brat ojca [brat‿oɪ̯ca], dziś nagle [ʒ́iś‿nagle], talerz malin [taleš‿mal’in]) и произношение переднеязычной носовой согласной n в группах согласных nk, n’k’, ng, n’g’ (panienka [pańenka], okienko [ok’enko]). В области морфологии в варшавском варианте отмечается появление флексии -eć у глаголов на месте -i(y)ć и, наоборот, -i(y)ć — на месте -eć (wymyśleć при общепол. wymyślić, а также cierpić, słyszyć при общепол. cierpieć, słyszeć); бо́льшая продуктивность при словообразовании существительных суффикса -ak (kurczak, cielak на месте kurczę, cielę) и т. д. К лексическим особенностям варшавской речи относят распространение слов chaber при общепол. bławatek; kubeł при общепол. wiadro; włoszczyzna; zsiadłe mleko; na dworzu в значении na zewnątrz domu «во дворе, вне дома». Значительная часть слов, первоначально распространённых только в мазовецком регионе, в настоящее время благодаря влиянию СМИ стали общепольскими.

## Современное состояние
Региональные варианты польского языка в настоящее время подвержены ряду изменений, которые можно объединить в два типа, имеющих противоположную направленность — унификацию и регионализацию.

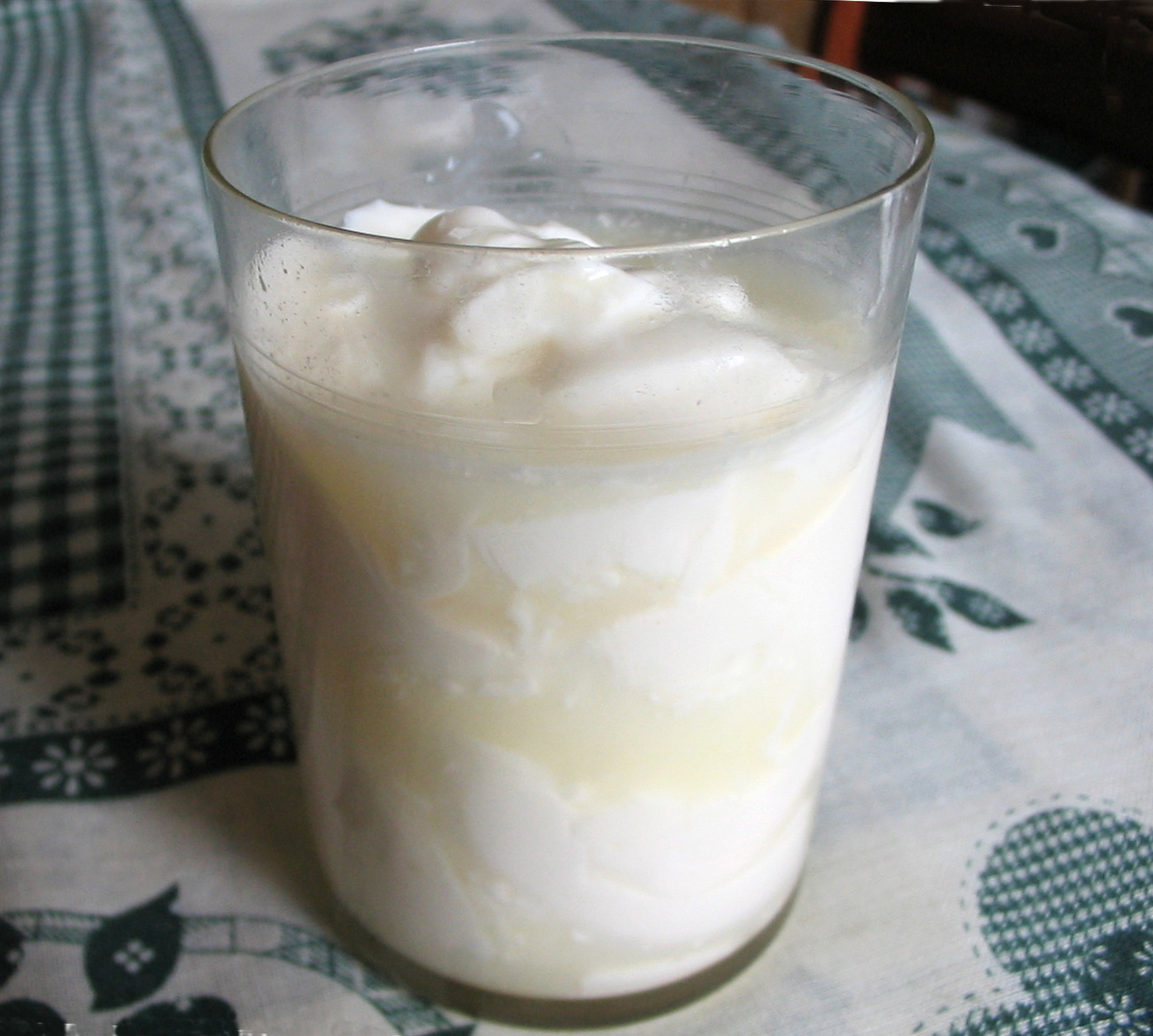
Простокваша, называемая по-разному в польских регионах: в варшавском варианте как zsiadłe mleko, в краковском — как kwaśne mleko, в силезском — как kiszka

К процессам унификации относят прежде всего стирание региональных языковых различий, связанное с изменениями в общественной жизни, при которых единые языковые нормы, ориентирующиеся в основном на язык Варшавы, административно-политического центра Польши, распространяются через единую систему школьного обучения, через разного рода СМИ и т. п. по всем регионам государства. Этот процесс, усилившийся со второй половины XX века, приводит к тому, что регионализмы познанского, краковского и других польских регионов уступают место общепольским. Чаще всего как общепольские выступают варшавские регионализмы. Например, варшавские zsiadłe mleko «простокваша»; kasza manna «манная каша»; cukier puder «сахарная пудра» вытесняют словосочетания с теми же значениями, характерные, например, для краковского (малопольского) региона — kwaśne mleko; grysik; mączka cukrowa или для силезского региона — kiszka; grys. Под влиянием масс-медиа в польских регионах распространяется мазовецкий тип словообразования с суффиксом -ak, например, в лексемах dzieciak; kurczak; zieleniak; расширяется ареал оглушающего типа межсловной фонетики (brat ojca [brat‿oɪ̯ca], kot rudy [kot‿rudy] «рыжий кот») и даже ареалы таких явлений мазовецкого диалекта как наличие твёрдой согласной в группах li, k’e, g’e: lyst «письмо»; kedy «когда»; droge «дорогие». Также регионализмы выходят из употребления вместе с исчезновением предметов и понятий, которые они обозначали. Например, почти не используются краковские слова trafika «табачный магазин» и szabaśnik, а также южнопольское (южнокресовое, южномалопольское и силезское) слово bratrura «piekarnik в традиционной кухонной изразцовой печи» и варшавское слово uchwyt pióra. Также вытесняются из речи старые региональные заимствования, например, из русского — raniec «ранец»; odkrytka «открытка», из немецкого — краковское grysik «манная каша»; познанское kluft «одежда, костюм особого типа». В то же время повсеместно распространяются познанские, краковские и другие регионализмы, связанные с экспрессивной речью. Например, великопольские ćwok при общепол. oferma; szajbus при общепол. narwaniec; краковское tuman при общепол. tępak; белостокское żulik. Как правило, регионализмы с экспрессивной окраской сохраняются лучше регионализмов иных типов и имеют более широкую сферу употребления.
Тенденция к регионализации в современном польском обществе представляет собой новое, ещё только формирующееся явление. Данная тенденция тесно связана с движением возрождения региональной идентичности, распространением идеи приверженности традициям «малой родины» и сохранения региональной самобытности, в том числе языковой. Регионализация проявляется в распространении новых регионализмов и формировании в разных городах и регионах Польши под влиянием диалектов новых вариантов польского литературного языка. Главным фактором в этом процессе является переселение в города и продвижение в более высокие социальные классы жителей сёл, которые способствуют распространению диалектных черт в разговорном литературном языке. Кроме того, часть носителей региональных вариантов сознательно стремится ввести в обиход новые регионализмы. Особо выделяется ситуация в Верхней Силезии, где местные говоры распространились в городах и изменились в результате влияния польского литературного языка, образовав при этом своеобразный верхнесилезский региональный вариант польского. Этот вариант стал обычным явлением в речи жителей Верхней Силезии — как средство повседневного общения его используют почти во всех слоях общества — среди рабочих, служащих, технической интеллигенции и т. д.
Регионализмы в речи поляков не являются исключительно наследием прошлого, региональные различия продолжают появляться и в наше время. К таким различиям, сложившимся в последние десятилетия, относят, например, обозначение процесса выхода из трамвая или автобуса, который в Кракове называют словом się wysiada, а в Варшаве — чаще всего словом wychodzi. В северо-восточных регионах Польши такси стали называть taryfa при общепол. taksówka. В некоторых регионах на юге Польши под словом taksówka стали подразумевать любой легковой автомобиль, а автобус стали называть pekaes при общепол. autobus.